# Georges-Albert III d'Erbach-Fürstenau
George Albert III, comte d'Erbach-Fürstenau (14 juin 1731 - 2 mai 1778), est membre de la maison allemande d'Erbach qui détenait les fiefs de Fürstenau , Michelstadt et Breuberg.
Né à Fürstenau , il est le sixième enfant et le troisième (mais deuxième survivant) de Philippe-Charles d'Erbach-Fürstenau et de sa deuxième épouse, Anna Sophie, fille de Kaspar, baron de Spesshardt à Unsleben et Mupparg.

## Biographie
Mineur au moment de la mort de son père en 1736, George Albert III et son frère aîné Louis II d'Erbach-Fürstenau restent sous la tutelle de leur demi-frère aîné Johann William jusqu'à sa mort en 1742. Louis II (14 ans) et George Albert III (11 ans) assument alors conjointement le gouvernement jusqu'en 1747, date à laquelle ils divisent leurs terres: George Albert III reçoit les districts de Fürstenau, Michelstadt et Breuberg .
George Albert III est mort à Fürstenau à l'âge de 46 ans et est enterré à Michelstadt.

## Mariage et descendance
À Neustadt an der Orla, le 3 août 1752, George Albert III épouse Josepha Eberhardine, Adolphine Wilhelmine (2 mars 1737 - 27 juillet 1788), fille de Christian, prince de Schwarzbourg-Sondershausen-Neustadt et de son épouse Sophie Christine Eberhardine d'Anhalt-Bernbourg-Schaumbourg-Hoym ,. Ils ont cinq enfants,, :
- Frédéric Auguste d'Erbach-Fürstenau (5 mai 1754 - 12 mars 1784).
- Christian Charles Augustus Albert, comte d'Erbach-Fürstenau (18 septembre 1757 - 10 mai 1803); ils ont un fils qui est le père (entre autres) d'Emma et d'Adelheid, qui ont tous deux épousé les fils d'Henry de Stolberg-Wernigerode.
- George (28 juillet 1762 - 3 août 1762).
- George Eginhard (23 janvier 1764 - 11 septembre 1801).
- Louis (17 avril 1765 - 22 septembre 1775).